# 18 (Album)
18 ist das sechste Studioalbum des US-amerikanischen Musikers Moby und wurde im Mai 2002 veröffentlicht.

## Entstehung und Veröffentlichung
Die Erstveröffentlichung von 18 erfolgte am 2. Mai 2002 bei V2 Records in Japan (Katalognummer: V2CP 123). Weltweit erschien das Album am 10. Mai 2002 bei Mute Records. Das Album erschien in seiner Originalausführung als CD mit 18 Titeln (Katalognummer: CDSTUMM 202). Drei Tage später erschien das Album als LP-Ausführung (Katalognummer: STUMM202). Am 18. November 2003 erschien 18 B Sides + DVD, eine Sammlung von B-Seiten und Filmmaterial (Katalognummer: V2 63881-27173-2).
Alle Lieder wurden alleine von Moby geschrieben und produziert, lediglich beim Schreibprozess erhielt er bei vier Liedern Unterstützung durch Koautoren.

## Titelliste
1. We Are All Made of Stars – 4:33
2. In This World – 4:02
3. In My Heart – 4:36
4. Great Escape – 2:08
5. Signs of Love – 4:26
6. One of These Mornings – 3:12
7. Another Woman – 3:56
8. Fireworks – 2:13
9. Extreme Ways – 3:56
10. Jam for the Ladies – 3:21
11. Sunday (The Day Before My Birthday) – 5:09
12. 18 (Instrumental) – 4:28
13. Sleep Alone – 4:45
14. At Last We Tried – 4:08
15. Habour – 6:27
16. Look Back In – 2:20
17. The Rafters – 3:22
18. I’m Not Worried at All – 4:13

## Rezeption

### Rezensionen
Die kritische Meinung zu diesem Album war gemischt bis positiv. Einige Kritiker werfen ihm vor, dass es eine Neuauflage alter Ideen darstelle und es ihm an Inspiration fehle. David Browne vertrat in einem Artikel für die Entertainment Weekly die Meinung, dass Moby sich an das Erfolgsrezept seines vorigen Albums Play halte und einige Innovationen einstreue, um künstlerisch nicht stehen zu bleiben. Stephen Thomas Erlewine hingegen argumentierte für Allmusic, dass sich Moby mit 18 einen Schritt von Play, und damit vom Mainstream, entferne.

### Verwendung in anderen Medien
- Der Titel One of These Mornings (in einer Version mit Vocals von Patti LaBelle) wurde in einigen Episoden von Without a Trace – Spurlos verschwunden, in einer Episode von Person of Interest, und im Film Miami Vice eingespielt.
- Der Titel Extreme Ways wird zum Schluss aller Filme der Bourne-Reihe gespielt.
- Der Titel We Are All Made of Stars wurde im Videospiel NHL Hitz 20-03 eingesetzt.
- Der Titel In My Heart ist in Das Streben nach Glück zu hören. Außerdem wurde er in der Werbung für Nokia N-Series Geräte genutzt.[6]
- Der Titel Great Escape wurde in einer Episode der Serie The L Word – Wenn Frauen Frauen lieben benutzt.
- Das Instrumental-Stück 18, sowie andere Tracks von Moby, sind in der Dokumentation Earthlings zu hören.

## Kommerzieller Erfolg

### Chartplatzierungen
18 avancierte zum Nummer-eins-Erfolg in Australien, Belgien-Flandern, Dänemark, Deutschland, Frankreich, Neuseeland, Österreich, der Schweiz oder auch dem Vereinigten Königreich
| ChartsChartplatzierungen       | Höchstplatzierung | Wochen |
| ------------------------------ | ----------------- | ------ |
| Deutschland (GfK)              | 1 (30 Wo.)        | 30     |
| Österreich (Ö3)                | 1 (16 Wo.)        | 16     |
| Schweiz (IFPI)                 | 1 (45 Wo.)        | 45     |
| Vereinigte Staaten (Billboard) | 4 (18 Wo.)        | 18     |
| Vereinigtes Königreich (OCC)   | 1 (34 Wo.)        | 34     |

| ChartsJahrescharts (2002)      | Platzierung |
| ------------------------------ | ----------- |
| Deutschland (GfK)              | 35          |
| Österreich (Ö3)                | 53          |
| Schweiz (IFPI)                 | 15          |
| Vereinigte Staaten (Billboard) | 160         |
| Vereinigtes Königreich (OCC)   | 41          |

### Auszeichnungen für Musikverkäufe
Das Album verkaufte sich laut Quellen über fünf Millionen Mal, davon sind 1,5 Millionen Einheiten durch Schallplattenauszeichnungen belegt.
| Land/Region                  | Auszeichnungen für Musikverkäufe (Land/Region, Auszeichnung, Verkäufe) | Verkäufe  |
| ---------------------------- | ---------------------------------------------------------------------- | --------- |
| Australien (ARIA)            | Platin                                                                 | 70.000    |
| Belgien (BRMA)               | Platin                                                                 | (50.000)  |
| Deutschland (BVMI)           | Gold                                                                   | (150.000) |
| Europa (IFPI)                | Platin                                                                 | 1.000.000 |
| Frankreich (SNEP)            | Platin                                                                 | (300.000) |
| Neuseeland (RMNZ)            | Platin                                                                 | 15.000    |
| Niederlande (NVPI)           | Gold                                                                   | (40.000)  |
| Schweiz (IFPI)               | Platin                                                                 | (40.000)  |
| Vereinigte Staaten (RIAA)    | Gold                                                                   | 500.000   |
| Vereinigtes Königreich (BPI) | Platin                                                                 | (300.000) |
| Insgesamt                    | 3× Gold · 6× Platin ·                                                  | 1.585.000 |